# Arutani-Sape jezici
Arutani-Sape jezici, malena gotovo izumrla jezična porodica iz Venezuele i Brazila čijim jezicima govori tek nekoliko desetaka ljudi iz plemena Auaké i Kaliána. Prema ranijoj klasifikaciji Riveta i Loukotke (1952) dva jezika ovih plemena činili su dvije od 108 južnoameričkih indijanskih jezika.
Predstavnici su joj arutani ili auake [atx] iz Brazila (17; 1986 SIL) i 25 u Venezueli (2001 popis). Etnička populacija u obje zemlje je 42, od toga 29 u Venezueli (2002 SIL) u državi Bolivar; i sapé [spc] ili kaliana u Venezueli (5; 1977 E. Migliazza) od 25 etničkih (1977 E. Migliazza).

## Vanjske poveznice
- Ethnologue (14th)
- Ethnologue (15th)
- Tree for Arutani-Sape  Arhivirana inačica izvorne stranice od 16. studenoga 2010. (Wayback Machine)